# Provincia Rimini
Rimini este o provincie în regiunea Emilia-Romagna în Italia, a carei reședința se află la Rimini. Are o populație de 286 796 locuitori și o suprafață de 534 km². 